# 沙田站 (香港)
沙田站（英語：Sha Tin Station）位於香港新界沙田區沙田市中心大埔公路－沙田段一側，屬於港鐵東鐵綫的鐵路車站。該站與粉嶺站、旺角東站同樣早於1910年10月1日起投入服務，是香港最早啟用而仍然提供鐵路服務的車站之一。
- 車站戶外月台外觀（2024年5月）

## 車站構造
沙田站共有兩層，月台設於P層（地面），而大堂、沙田車站圍、商店及所有出入口均位於C層（架空）。

### 樓層
| -                              | 連城廣場     | A2出入口、連城廣場 |   |  |
| C                              | 大堂         | A1、A3、A4、B出入口、客務中心、商店、自助服務、洗手間 |   |  |
| P                              | 港鐵沙田貨場 | 港鐵沙田貨場 |   |  |
| P                              | 月台         | \| \| \| 東鐵綫往羅湖及落馬洲（火炭／馬場）[註 1] \| 1 \| \| \| 島式 · ↑開右邊车门 ↓開左邊车门 \| \| \| \| \| \| \| \| 東鐵綫往羅湖及落馬洲（火炭／馬場） \| 2 \| \| \| \| 3 \| 東鐵綫往金鐘（大圍） \| \| \| \| 島式 · ↑開左邊车门 ↓開右邊车门 \| \| \| \| \| \| \| 4 \| 東鐵綫往金鐘（大圍）[註 1] \| \| \| |   |  |
|                                |              | 東鐵綫往羅湖及落馬洲（火炭／馬場） | 1 |  |
| 島式 · ↑開右邊车门 ↓開左邊车门 |              | |   |  |
|                                |              | 東鐵綫往羅湖及落馬洲（火炭／馬場） | 2 |  |
|                                | 3            | 東鐵綫往金鐘（大圍） |   |  |
| 島式 · ↑開左邊车门 ↓開右邊车门 |              | |   |  |
|                                | 4            | 東鐵綫往金鐘（大圍） |   |  |

### 大堂
沙田站付費區大堂設於月台上方，而非收費區則位於月台北端之上（沙田站公共運輸交匯處）及一條橫跨大埔公路—沙田段（9號幹線）的大型建築物上，為連城廣場的一部分。
沙田站設有一個客務中心，位於付費區與非付費區大堂，並設有一個城際客運售票處以供乘客購買城際列車車票。而站內非付費區亦設有郵箱、免費報紙的派發處以及多個銀行自動櫃員機等。而大堂近B出口位置亦設有港鐵「會員服務站」。
沙田站提供不同類型的商店以供乘客購物。除了固定商店外，而車站非付費區亦設有臨時商店及宣傳位置。而港鐵在翻新沙田站大堂後，大堂付費區內通道闊度收窄約10呎，並且增設多間商店。
- 大堂，近客務中心位置（2022年4月）
- 大堂，付費區內（2022年4月）
- 位於大堂付費區內的商店（2023年11月）

### 月台
沙田站設有四個已装设低站台门的月台，并以兩座島式月台方式排列，當中1、2號月台為東鐵綫北行月台（往羅湖／落馬洲方向）；而3、4號月台則為南行月台（往金鐘方向），而大部分時間東鐵綫北行列車會使用2號月台上落客；而南行列車則會使用3號月台。而當有城際客運列車通過沙田站時，部分列車會為待避不停站的城際客運列車而使用1／4號月台上落客。
此外，沙田站1號月台旁的前沙田貨場範圍內，曾設有多條路軌供工程車及維修車作停泊的臨時軌道工場。後來因何東樓車廠軌道工場重建為私人屋苑御龍山
，該工場曾於2003年9月暫遷至此站貨場，直至完工後才遷回御龍山基座。
每逢馬場站開放時，沙田站會成為一個臨時轉車站，乘搭北行列車（往羅湖／落馬洲方向）的乘客若要前往馬場站，必須於沙田站等候途經馬場站的列車；反之前往火炭站的乘客，則須於沙田站等候途經火炭站的列車。
另外亦有部分東鐵綫北行班次會以沙田站為終點站，屆時該班次於沙田站1號月台清客後便會暫停服務，並返回何東樓車廠；而同樣亦有部分南行班次會於沙田站起載。
- 1、2號月台（2024年4月）
- 3、4號月台（2024年4月）
- 月台戶外部分（2024年4月）
- 沙田貨場入口（2008年2月）

### 出入口
沙田站設有5個車站出入口，其中大堂設有A2出口連接車站的上蓋物業－連城廣場，可透過橫跨大埔公路—沙田段（9號幹線）的大型行人天橋連接鄰近的新城市廣場及沙田大會堂等地。而車站A1出口及B出口則與沙田車站圍連接，而沙田車站圍亦設有巴士站、小巴站及的士站的公共運輸交匯處。
|                                                 |                | |      |
| 編號                                            | 指示           | 建議前往的目的地 | 圖片 |
| 出口 · A · 1 · 盲道标志 · 同层                  | 沙田政府合署   | 沙田地區康健站、沙田地區健康站、新城市中央廣場、HomeSquare、康樂及文化事務署總部、寶福山、沙田政府合署、穗禾苑、萬佛寺、沙田站巴士總站 |      |
| 出口 · A · 2 · 扶手电梯标志                     | 連城廣場       | 連城廣場 |      |
| 出口 · A · 3 · 盲道标志 · 同层                  | 新城市廣場     | 浸信會沙田圍呂明才小學、浸信會呂明才中學、富豪花園、佛教覺光法師中學、香港中旅社證件服務中心、中華基督教會基覺小學、慈航學校、城市藝坊、豐和邨、河畔花園、好時光國際幼兒園／幼兒學校、希爾頓中心、香港文化博物館、聖母無玷聖心書院、乙明邨、沙田蘇浙公學、瀝源邨、瀝源健康院、樂善堂陳祖澤學校、好運中心、新城市廣場、新城市商業大廈、博康邨、麗豪酒店、帝都酒店、蔚景園、沙田中央圖書館、沙田中心、沙田社區檢測中心(瀝源)、沙田賽馬會游泳池、沙田裁判法院、沙田婚姻登記處、沙田公園、沙田運動場、沙田大會堂、沙田圍新村、沙田廣場、沙田培英中學、沙田(大圍)普通科門診診所、沙田崇真學校、聖公會主風小學、聖公會曾肇添中學、春暉花園、香港資優教育學苑、天主教聖華學校、台山商會中學、東華三院馮黃鳳亭中學、偉華中心、禾輋邨、禾輋信義學校、愉城苑、圓洲角公園、源禾遊樂場、源禾路體育館、沙田市中心公共運輸交匯處 |      |
| 出口 · A · 4 · 盲道标志                         | 排頭村         | 排頭村、曉翠山莊、麗柏苑 |      |
| 出口 · B · 盲道标志 · 同层                      | 新城市中央廣場 | 沙田地區康健站、沙田地區健康站、新城市中央廣場、HomeSquare、廉政公署、康樂及文化事務署總部、排頭村、寶福山、復康穿梭巴士站、沙田政府合署、穗禾苑、萬佛寺、沙田站小巴總站 |      |
| 註： 設有 \| 設有 \| 設於同一層 \| 設有扶手電梯 |                | |      |

## 接駁交通
沙田站於1980年代初電氣化重建車站時同時建設沙田車站圍作為巴士、小巴路線終點站及的士站的沙田站公共運輸交匯處。然而該交匯處的巴士路線主要往返沙田區外等地，故亦有不少乘客會選擇前往位於新城市廣場下方的沙田市中心巴士總站轉乘其他往返沙田區內的巴士路線。

## 歷史

### 啟用
沙田站於1910年10月1日隨著九廣鐵路（英段）通車而啟用，並運作至今，而且車站位置沒有變過。沙田站是九廣鐵路（英段）的一個中途站，車站於1910年至1980年代九廣鐵路（英段）現代化及電氣化工程前只有2條路軌及2個月台，其中一條位於沙田站旁邊的避車軌（即現時1號月台的路軌）早在1950年代已設置。由於沙田區當時有不少風景名勝，如萬佛寺及不同種類的馳名食肆等，均吸引到不同的遊客，故讓車站的兩個票窗口曾於幾分鐘內售賣1,000多張車票。
1976年，沙田近大圍的11號石橋橋墩曾被大雨沖毀以及路軌下陷。讓當時的鐵路服務僅維持九龍站（即現時的紅磡站）至大圍臨時月台及沙田站至羅湖站的分段服務。
電氣化前的车站结构
| P        |                                                |
| 側式月台 |                                                |
|          | 1 九廣鐵路（英段）往羅湖／九廣鐵路（華段）方向 |
|          | 2 九廣鐵路（英段）往九龍方向                   |
| 側式月台 |                                                |

### 重建工程
由於九廣鐵路（英段）進行現代化及電氣化工程，沙田站亦進行該工程，於原址興建一座耗資5,600萬港元的新車站，並設有各種商店。
因應車站重建工程，沙田車站在1978年12月2日暫時遷往原有車站以西約25米處並設置臨時站。車站首個新月台在1981年10月20日啟用，位於既有車站的對面。其後於同年末開放現有的2號月台，最後在1982年末開放現有的1號月台。而九廣鐵路總部也同時遷移到沙田站上蓋的九廣鐵路大廈（現稱連城廣場），並將尖沙咀火車站的鐘樓之大鐘遷往沙田站作擺放。5月4日，沙田車站重建完成，兩日後，第一期電氣化工程完成，九龍站至沙田站以電氣化列車行駛。而沙田站亦因此成為電氣化列車的終點站；與此同時，柴油列車南行列車也同時以沙田站作終點站，乘客可於沙田站轉乘列車往返九龍與新界。雖然於1983年5月2日的第二期電氣化工程完成讓電氣化列車的終點站延至大埔墟站，但仍有部分列車會以沙田站為終點站，以疏導沙田站的乘客。後來於1984年4月17日，尖沙咀鐘樓的銅鐘被運往沙田站的公眾區。
剛落成的沙田車站除了設有特高樓底外，亦設有大型玻璃幕牆引入天然光，不過後期在1980年代末的工程中該位置被劃作商店用途而封閉。

### 一站兩管
因1976年大圍的塌橋意外，間接讓大圍臨時車站得以興建。而大圍臨時車站於1983年8月啟用。而當時大圍臨時車站由沙田站站務經理管轄。1986年4月23日，大圍站啟用，取代了大圍臨時車站。而1990年代，大圍站改由該站的站務經理管轄，結束了一站兩管時期。除了大圍臨時車站及大圍站的興建外，於1985年2月啟用的火炭站也同時與大圍站一同疏導沙田站的乘客。不過沙田站仍是大圍站至火炭站中最為繁忙的車站。

### 九鐵時期的車站翻新與改建
沙田站在九鐵時期曾進行過多次翻新，當中包括於1989年將位於月台的洗手間清拆，並在月台露天部分加建遮陰棚；而在1990年代初，九鐵亦在非付費區的大堂兩旁加設多間商店。
隨後在1995年，九鐵將整個車站大堂翻新，並且將原位於非付費區大堂的尖沙咀鐘樓的大鐘遷往九廣鐵路大廈（現稱連城廣場），而原有大鐘的位置則加建兩條連接大廈閣樓的扶手電梯，更將玻璃幕牆完全密封，變為商店後巷及空調通風系統。
2003年，沙田站及連城廣場再次進行大規模翻新，工程包括於車站也加入多種指示及將付費區大堂進行翻新，將大堂轉為以白色為主的色調，並將失物認領處改建為警崗。可是此舉令部分乘客必須出閘才可到客務中心認領失物，造成一定程度的不便。

### 九廣東鐵客務中心
沙田站曾設有九廣東鐵客務中心，提供購買紀念品、九廣鐵路資訊及失物處理等服務。可是隨着兩鐵合併，沿線的九廣東鐵及九廣西鐵客務中心於2007年12月2日關閉。而港鐵公司亦將失物處理辦事處遷移大圍站，以同時應付東鐵綫及屯馬綫的失物處理。

### 列車書室

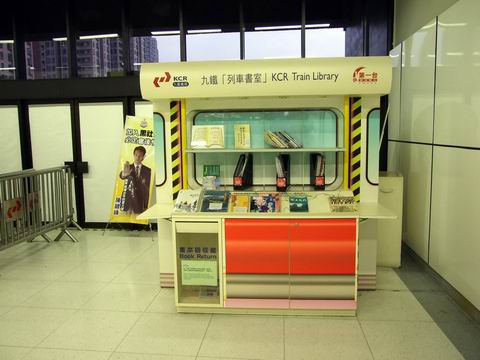
兩鐵合併前的列車書室（已拆卸）

2004年九廣鐵路公司曾與香港電台合辦「閱讀車廂」計劃，讓乘客在旅途中享受讀書的樂趣
。由於計劃反應良好，舉辦機構香港電台曾於2005年6月9日在沙田站推出「列車書室」，讓乘客可免費借閱擺放在列車書室的書籍。而乘客閱後可於兩周內把書本交回列車書室或九廣東鐵沿線的客務中心。不過，隨着九廣東鐵沙田客務中心因兩鐵合併於2007年12月2日關閉，列車書室已於2007年12月23日起停止服務。

### 港鐵時期的車站翻新

#### 第一次翻新月台
兩鐵合併後，港鐵為東鐵綫各車站月台進行較低成本的翻新工程，以遮掩東鐵綫車站月台殘舊的觀感。工程包括重新為各車站配主題色，並加入花的代表，為月台橫樑及支柱翻上月台配色的油漆，貼上印有車站主題花的圖案、車站附近主要建築物／街道、車站名書法字的牆紙，加設及更新直立港鐵式站牌、路線圖、指示牌、告示等等。而沙田站被配色為 紅藤與 蘭紫色，主題花為蕙蘭，街景為香港文化博物館。

#### 翻新大堂
2010年，港鐵公司為各個東鐵綫車站進行翻新工程。當中沙田站翻新工程包括更換月台指示牌、興建新的客務中心、在付費區增建商店、重置洗手間工程以及翻新車站大堂的地台、天花、外牆、興建連城廣場新扶手電梯及拆卸連城廣場舊有扶手電梯等。舊有的客務中心亦隨新建的客務中心於2010年1月15日啟用而關閉，翻新工程與上蓋連城廣場同步進行。工程於2010年8月開始，在2013年1月底落成。
而翻新後的大堂牆身採用雲石鋪設，然而有研究古生物化石的專家發現磚牆有海洋化石，包括已滅絕的史前海洋軟體動物菊石，以及腹足類及雙殼類等軟體動物等。推測製成雲石磚牆的岩層年代超過一億年前。

#### 試驗翻新後月台樣板
2019年11月，港鐵為車站3、4號月台一小部分牆壁及支柱更換為焗漆板及配以玻璃外層，並加設不同顏色的假天花作為試驗樣板。

#### 第二次翻新月台
2022年3－5月期間，東鐵綫旺角東站至上水站沿綫因應過海段通車而再次進行月台牆身翻新工程。而沙田站已於2022年3月下旬更換牆紙及換上由區傑棠書寫的新一代站名書法字。

### 擬建行人天橋（已擱置）
為方便於政府合署及新城市中央廣場上班的人士，同時方便市民到HomeSquare購物，港鐵曾經計劃興建一條行人天橋連接沙田政府合署，由於此工程會對排頭村造成永久性的負面影響，在當地村民強烈反對下，政府已於2012年5月決定短期內不會再考慮行人天橋方案。

### 中期翻新列車感謝儀式

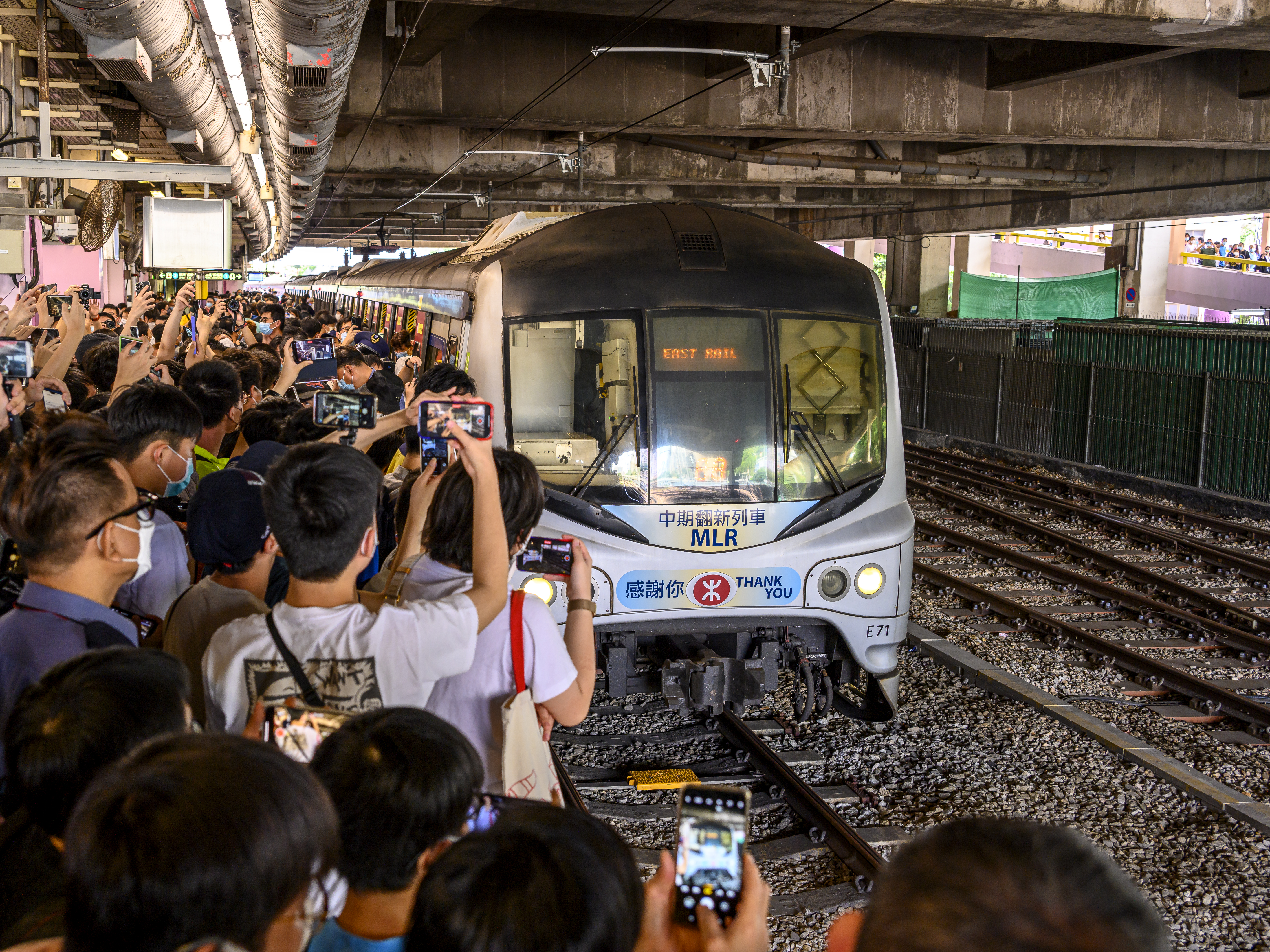
2022年5月6日，港鐵為即將退役的「中期翻新列車」裝設特色佈置，在行駛特別班次後在沙田站停留供乘客拍攝

因應東鐵綫過海段通車及中期翻新列車退役，港鐵公司在2022年5月6日舉行告別活動，而一列負責行駛最後特別班次的12卡列車亦於當日下午1時25分左右扺達沙田站，並在該站進行「感謝儀式」。
在活動期間，港鐵公司將「翻新列車」停泊在沙田站暫作停留，而個別乘客亦帶同九廣鐵路公司所印製的刊物及紀念品到場拍攝，最終該列車在下午三時由沙田站一號月台開出，返回何東樓車廠後正式退役。
然而，由於上述儀式的舉行時間較長，若干乘客在活動結束後因超出港鐵票務系統所設定150分鐘乘車時限而未能即時出閘，而須在該站客務中心排隊等候辦理票務手續。

## 事故／事件
- 1993年9月21日，沙田站發生三級火警，數列列車被滯留站內，逾千乘客須自行撬開車窗逃生，引致服務中斷約2小時[35]。

### 反修例事件期間相關事件
自2019年7月14日起，沙田站多次於反修例示威下關閉。警方也在行動期間衝入站內追捕多人。
- 2019年7月14日晚上約10時，大批警員走進沙田站，並曾一度封鎖出入口，之後新城市廣場爆發衝突[[[Wikipedia:格式手册/链接#章節|錨點失效]]]。其後港鐵在約10時05分宣布東鐵綫來回方向列車不停沙田站[36]。直至晚上約10時50分宣布恢復車站運作[37][38]。
- 2019年9月1日晚上約9時，一批示威者在沙田站聚集，並破壞與噴污站內閘機及售票機顯示屏及售票機。多名防暴警員一度衝入沙田站內追捕示威者[39]。
- 2019年9月7日晚上約10時，大批市民聚集在沙田站大堂，防暴警員一度在通往沙田政府合署的出口外戒備，其後一度離開[40]。不過到晚上近11時，有在場人士見到防暴警員再次到場入站驅散後，制服至少兩名市民後，示威者進入付費區內的控制室門外向警員投擲雜物，並舉起雨傘遮擋，期間有警員施放胡椒噴劑。其後警員帶同一名男子進入港鐵站的控制室，有示威者則向控制室鐵門以滅火筒噴射，隨後大批防暴警員增援並拘捕多人。其後港鐵啟動疏散程序，關閉車站及落下捲閘[41][42]。
- 2019年9月22日，有市民發起新城市廣場「和你Shop」行動，而示威者於沙田站破壞售票機及多部閘機，港鐵在約下午4時45分關閉沙田站。大批防暴警員一度留守在站內，引起示威者在沙田站與新城市廣場之間的通道以不同物件設置路障[43]。
- 2019年9月25日晚上約7時，一名青年於沙田站跳閘逃票，被在場港鐵附例特檢隊便衣職員截停制服，其後被帶入車站控制室調查，當場引起市民不滿。其後有逾300名市民趕至聲援，並包圍車站控制室，要求車站職員交代事件，期間有反修例人士藉此破壞沙田站設施，包括弄斷客務中心八達通機電線、於客務中心玻璃噴紅色大字、破壞閘機等，直到當晚約9時30分，防暴警員突然進入沙田站清場，並在大堂拘捕一男一女未成年人，涉嫌「非法集結」及「襲警」被捕[44]。其後港鐵宣布沙田站關閉，東鐵綫列車不停沙田站[45][46]。
- 2019年10月4日，政府訂立禁蒙面法，有示威者突擊破壞沙田站部分閘機及自動灑水系統，導致車站需要關閉[47]。之後一列停在沙田站月台的中期翻新列車的頭等車廂被汽油彈擲中，列車車頂一度被火焚燒[48]。
- 2019年11月3日晚上8時30分左右，沙田站及連城廣場有示威者聚集，隨後有防暴警員衝入沙田站與現場人群發生多次推撞，警員制服最少一男一女[49]。
- 2019年11月10日，因有示威者破壞沙田站閘機，導致沙田站需要關閉，而站外內有大量防暴警員駐守[50]。
- 2019年11月11日早上7時許，有穿着黑衣的示威者突擊破壞閘機，多名防暴／速龍警員迅速到場制服最少6人，並以警棍驅趕附近圍觀及拍攝的市民。警員其後離開港鐵站，以胡椒噴霧噴向在場人士[51]。
- 2019年12月15日「和你Christmas Shop」活動期間，有人以雜物堵塞站外扶手電梯，而防暴警員亦在站內向在場人士噴射胡椒噴劑及拘捕示威者[52][53]。

- 2019年9月7日晚上近11時，在場人士見到軍裝警員再次到沙田站內驅散，制服至少兩名市民後，示威者進入付費區內的控制室門外向警員投擲雜物，並舉起雨傘遮擋
- 2019年9月7日，有示威者噴污站內的售票機顯示屏
- 2019年9月22日，有示威者在沙田站與新城市廣場之間的通道利用不同物件作為路障
- 2019年9月25日，有市民包圍車站控制室外，要求車站職員交代事件
- 被塗污的閘機，而閘機上並貼上何君堯頭像（2019年9月25日）
- 軍裝警員在沙田站外設防線（2019年9月25日）
- 軍裝警員到沙田站清場後，有市民跌倒受傷需治理（2019年9月25日）
- 2019年10月4日，沙田站大堂自動灑水系統被破壞，多處灑水
- 沙田站售票機遭到破壞後關閉的消防閘（2019年10月16日）
- 2019年11月3日晚上8時30分左右，防暴警員衝入車站制服多人
- 2019年11月10日，閘機被示威者破壞，導致車站需要關閉
- 2019年12月15日「和你Christmas Shop」活動期間，防暴警員在站內拘捕示威者
- 沙田站遭到燒毀的中國銀行（香港）櫃員機

## 外部連結
- 港鐵公司－沙田站街道圖（页面存档备份，存于）
- 港鐵公司－沙田站位置圖（页面存档备份，存于）
- 港鐵公司－沙田站列車服務時間（页面存档备份，存于）
- 香港鐵路大典上的相关条目：沙田站